# Georg Colbe
Georg Colbe (* 27. Januar 1594 in Neuhausen; † 31. Oktober 1670 in Königsberg) war ein deutscher lutherischer Geistlicher.

## Leben
Georg Colbe wurde am 27. Januar 1594 in Neuhausen bei Königsberg geboren. Nachdem er an der Universität Königsberg studiert hatte, zog er 1613 nach Deutschland. Zu Fuß wanderte er durch Sachsen, Österreich, die Schweiz und Böhmen und kehrte schließlich nach Wittenberg zurück, wo er sich niederließ. 1621 ging er zurück nach Königsberg und wurde Schulleiter des Löbenichtschen Realgymnasiums. Als Diakon bzw. Kaplan ging er vier Jahre später an den Königsberger Dom. In dieser Stellung verweilte er bis 1661, als er in den Ruhestand trat. Am 31. Oktober 1670 starb er 76-jährig in Königsberg.
Colbe war mit Anna, geborene Lepner, verheiratet, die 1649 verstarb. Ein Sohn dieser Ehe war der am 6. Februar 1628 geborene Christoph Colbe, er war Doktor und Lizenziat der Theologie und hatte wichtige theologische Eigenschaften inne und starb wohl am 1. Oktober 1650.
Colbe verkehrte mit dem Dichter Simon Dach. Colbe verfasste als erster auf Latein eine Lebensbeschreibung aller lutherischen Geistlichen Königsbergs, eine sogenannte Presbyterologie. Durch dieses Werk hat sich Colbe verdient gemacht, nach seinem Tod erschien anonym eine erweiterte und auf Deutsch übersetzte Ausgabe der Presbyterologie unter dem Titel Kurtze Verzeichniß derer ehemaligen Samländischen und Pomezanischen Bischöffe im Herzogthum Preußen wie auch aller Evangelisch-lutherischen Prediger, So von der Zeit des H. Lutheri an zu Königsberg in einer jeden Gemeinde gewesen. Aus des Colbii Episcopo-Presbyterologia ins Deutsche gebracht u. v. A. 1656–1690.

## Werke
- Episcopo-Presbyterologia Prussico-Regiomontana non sine labore adornata ab anno MDXX ad an. MDCVI a Georgio Colbio, Symmysta Cniphoviano (1657)